# Victor Kac
Victor Gershevich Kac, russisch Виктор Гершевич Кац [kats] (* 19. Dezember 1943 in Buguruslan, Russland) ist ein russisch-amerikanischer Mathematiker.

## Leben
Kac studierte an der Lomonossow-Universität in Moskau, wo er 1965 graduierte und 1968 bei Ernest Vinberg mit der Dissertation Simple Irreducible Graded Lie Algebras of Finite Growth promoviert wurde. Danach unterrichtete er bis 1976 am Moskauer Institut für elektronischen Maschinenbau (MIEM). 1977 wanderte er in die USA aus, wo er Associate Professor am MIT wurde. 1981 erhielt er dort eine volle Professorenstelle.
Kac ist für die Entdeckung (mit und unabhängig von Robert Moody) der Kac-Moody-Algebren bekannt, unendlichdimensionalen Verallgemeinerungen der endlichdimensionalen halbeinfachen Lie-Algebren, die vielfach in der modernen Physik (Stringtheorie) Anwendung finden. Mit Hilfe des Analogons zur Weyl-Charakterformel für diese Algebren bewies er die MacDonald-Identitäten (Identitäten zwischen unendlichen Produkten und Summen von Produkten von Potenzen in zwei Variablen). Außerdem klassifizierte er 1975 die endlichdimensionalen Lie-Superalgebren.
Kac war 1981 Sloan Research Fellow und 1986 Guggenheim Fellow. Er ist Fellow der American Academy of Arts and Sciences, der National Academy of Sciences und der American Mathematical Society. 1996 erhielt er die Wigner-Medaille. 2002 hielt er einen Plenarvortrag auf dem Internationalen Mathematikerkongress in Peking (Classification of Supersymmetries) und 1978 war er Invited Speaker auf dem ICM in Helsinki (Highest weight representations of infinite dimensional Lie algebras). Er wird 2015 den AMS Leroy P. Steele Prize for Lifetime Achievement erhalten.
Auch sein Bruder Boris Katz ist Wissenschaftler am MIT (Künstliche-Intelligenz-Forschung).

## Schriften
- Infinite-Dimensional Lie Algebras, 3. Auflage 1994, Cambridge University Press. ISBN 0-521-46693-8.
- Vertex Algebras for Beginners, American Mathematical Society, 1997 (University Lecture Series, Nr. 10), ISBN 0-8218-0643-2.
- Simple irreducible graded Lie algebras of finite growth Math. USSR Izvestija, Bd. 2, 1968, S. 1271–1311 bzw. russisch Izv. Akad. Nauk USSR Ser. Mat., Bd. 32, 1968, S. 1923–1967, Einführung der Kac-Moody-Algebren.
- Classification of simple Lie-Superalgebras, Functional Analysis and Applications, Band 9, 1975, S. 263–265
- A sketch of Lie Superalgebra Theory, Communications in Mathematical Physics, Band 53, 1977, S. 31–64